# Masacre de Damour
La Masacre de Damour tuvo lugar el 20 de enero de 1976, durante la guerra civil libanesa (1975-1990). Damour, una ciudad de mayoría cristiana en la carretera principal al sur de Beirut, fue atacada por unidades de la OLP. Parte de su población fue asesinada en la batalla o masacrados después, y el resto se vieron obligados a huir.

## Situación
Los sucesos ocurrieron tras ser bloqueadas las Fuerzas Libanesas, con base en Damour y Dayr al Nama, en la carretera de la costa. La masacre de Damour fue una respuesta a la Masacre de Karantina (18 de enero de 1976), en la que dichos milicianos se estima que asesinaron a unas mil quinientas personas.

## Acontecimientos
Los atacantes destruyeron sistemáticamente los edificios del pueblo costero y, a continuación, tomaron venganza sobre los habitantes. El cementerio cristiano fue destruido, los ataúdes desenterrados, y las tumbas profanadas. La iglesia fue incendiada y su muro exterior fue cubierto con un mural de Fatah y un retrato de Yasser Arafat. Otras fuentes afirman que la iglesia fue utilizada como un garaje para la reparación de vehículos de la OLP, y también como galería de prácticas de tiro con blancos pintados en el muro oriental de la nave. 
Veinte milicianos de las Milicias Libanesas fueron ejecutados y luego cientos de civiles fueron alineados contra una pared y fusilados con fuego de ametralladora; la ciudad quedó desierta. Las estimaciones de civiles muertos son de 582. Entre los muertos se encontraban miembros de la familia del líder de las Milicias Libanesas Elie Hobeika, además de su novia. A raíz de la Masacre de Tel al-Zaatar en agosto del mismo año, la OLP reubicó a refugiados palestinos supervivientes  en Damour. Tras la invasión israelí del Líbano en 1982, los refugiados palestinos fueron expulsados de Damour, y sus habitantes originales regresaron de nuevo.
Según Thomas Friedman, la Brigada Falangista Damouri que llevó a cabo la masacre de Sabra y Chatila durante la Guerra del Líbano de 1982 buscó la venganza, no solo por el asesinato de Bashir Gemayel, sino también por lo que él describe como las matanzas tribales sufridas por su propio pueblo, incluida la cometida por los palestinos en Damur.

## Autores

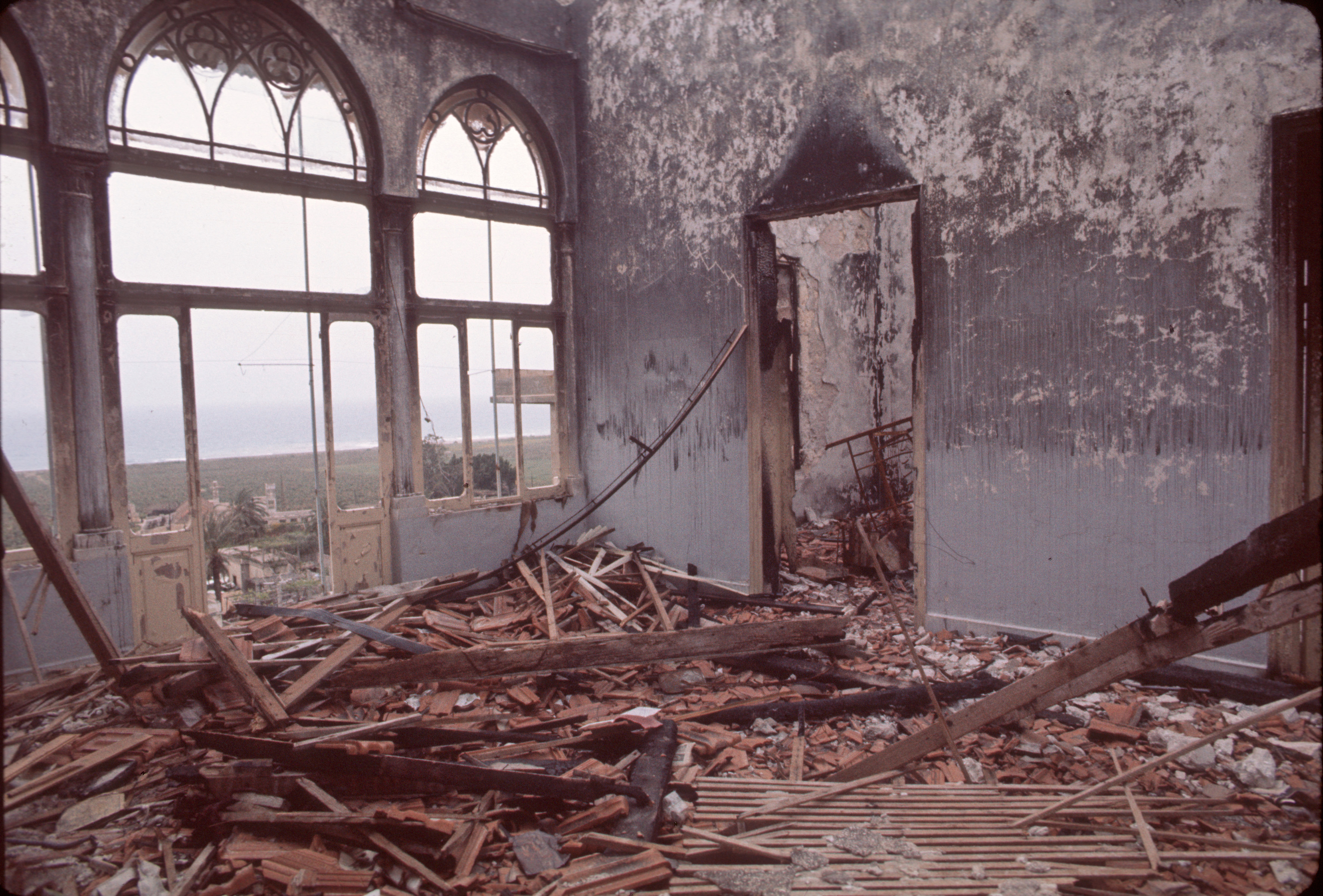
Damour, abril 1974 (Archivos del Comité Internacional de la Cruz Roja)

Hay una serie de reivindicaciones en cuanto a qué milicias concretas participaron en la masacre. Es evidente que se trataba de un ataque palestino dirigido, pero algunas fuentes indican una fuerte participación de facciones sirias pro-palestinas. Lo que sí quedó claro fue que el ataque y la posterior masacre fueron llevados a cabo por un equipo mixto de milicianos palestinos aliados con el Movimiento Nacional Libanés (LNM). 
Según Robert Fisk, el ataque fue dirigido por el coronel Abu Musa, un alto comandante de la OLP y Fatah, pero más tarde líder de la facción anti-Arafat de Fatah. Otros expertos citan el nombre de Zuheir Mohsen, como líder de As-Saika, una facción palestina basada en Damasco que operaba directamente a las órdenes de Siria, y que en el Líbano era conocido como "el Carnicero de Damour". 
La mayor parte de las fuerzas atacantes estaban compuestas por brigadas de la Organización para la Liberación de Palestina y de As-Saika, así como otras, incluidas las milicias de Fatah. Algunas fuentes mencionan también al Frente Popular para la Liberación de Palestina (FPLP), el Frente Democrático para la Liberación de Palestina (FDLP) y la milicia musulmana libanesa al-Murabitun entre los atacantes. También hay informes de que mercenarios o milicianos de Siria, Jordania, Libia, Irán, Pakistán y Afganistán formaron parte del asalto.

## Otras lecturas
- Becker, Jillian. (1985).  The PLO: The Rise and Fall of the Palestine Liberation Organization . New York: St. Martin's Press ISBN 0-312-59379-1
- El insulto, una película de Ziad Doueiri de 2017, donde el masacre de Damour juega un rol importante.